# Marian Bizan
Marian Bizan (ur. 2 lipca 1927 w Brodnicy, zm. 9 maja 2018 tamże) – polski historyk literatury, edytor i wydawca.

## Życiorys
Był absolwentem Uniwersytetu Jagiellońskiego, w latach 1953–1990 pracował w Redakcji Literatury Polskiej Okresu Oświecenia i Romantyzmu Państwowego Instytutu Wydawniczego, w latach 1990–1995 był dyrektorem Instytutu Polskiego w Wiedniu oraz radcą Ambasady RP tamże.
Jego pierwszą pracą redakcyjną była sztuka Włodzimierza Perzyńskiego Szczęście Frania (1954), w 1959 w jego wyborze i opracowaniu ukazały się Liryki Juliusza Słowackiego. Opublikował następnie Glosy do "Kordiana" (1967 – z Pawłem Hertzem), Glosy do "Balladyny" (1970 – z Pawłem Hertzem), Przez granice, przez wieki. Impresje brodnickie (1986), Księga Żywa. Dzienniki pielgrzymki do Ziemi Świętej (1990), Ziemia Święta. Zapiski z podróży 1988–1998 (2000), Album brodnickie (2013), był też autorem wyboru i opracowania Poezji Zygmunta Krasińskiego (1972), tomu Gwiazda z gwiazdą. Wiersze, fragmenty, zdania Adama Mickiewicza (1992).
W 1979 otrzymał Nagrodę Edytorską Polskiego PEN Clubu, w 2006 Srebrny Medal „Zasłużony Kulturze Gloria Artis”, w 2010 Medal Primus inter Brodnicienses. 
Był członkiem Polskiego PEN Clubu (od 1970) i Stowarzyszenia Pisarzy Polskich.